# Roc d'Enfer (domaine skiable)
 (septembre 2017).
Si vous disposez d'ouvrages ou d'articles de référence ou si vous connaissez des sites web de qualité traitant du thème abordé ici, merci de compléter l'article en donnant les références utiles à sa vérifiabilité et en les liant à la section « Notes et références ».
Roc d'Enfer est un domaine skiable français composé des stations de ski de La Grande-Terche située sur le territoire de la commune de Saint-Jean-d'Aulps et de La Chèvrerie à Bellevaux, dans le Chablais, département de la Haute-Savoie. Il fait partie du grand domaine skiable des Portes du Soleil.

## Domaine skiable
Le domaine, dont la première remontée mécanique a été mise en service en 1969, compte 50 km de pistes. Celles-ci sont aménagées sur des pentes relativement douces au pied de la montagne du Roc d'Enfer, en majorité en deçà de la limite de la forêt. Les pistes sont desservies par un parc de remontées mécaniques construit en majorité dans les années 1970 et 1980, relativement lentes.
Depuis 2006, la même société gère les remontées des deux stations (le SIVU du Roc d'Enfer).
Le domaine est constitué de trois sous-domaines, reliés depuis 1988 skis aux pieds entre eux au travers du « circuit du Roc d'Enfer », qui permet d'en faire le tour complet en près d'une heure au moyen d'une vingtaine de km de pistes. Le circuit est toutefois possible uniquement dans le sens Saint-Jean-d'Aulps - Col du Graydon - La Chèvrerie, du fait que deux pistes d'environ 5 km chacune ne sont pas équipées de remontées mécaniques permettant de les remonter directement.

### St Jean d'Aulps
Il s'agit du plus grand sous-domaine. Il est situé à 6 km de Morzine. Au niveau du parking situé dans le hameau de La Moussière d'en haut, une télécabine 6 places construite en 1988 part pour rejoindre le reste du domaine (1 505 m). 
Au sommet de la télécabine, deux restaurants et une zone pour débutants a été aménagée. Une piste unique permet le retour au parking et à la station. De l'arrivée de la télécabine au Plateau (1 500 m) part un téléski double vers les hauteurs du domaine (1 734 m), avec deux pistes permettant de revenir au départ. Une troisième courte piste rejoint le pied du télésiège qui mène au sommet du domaine, au Col de Graydon (1 802 m). De là partent deux pistes pour revenir au départ de la remontée, et une troisième piste rouge rejoint le sous-domaine de la Chèvrerie. Un projet existe en 2015 de l'équiper d'enneigeurs pour mieux garantir sa skiabilité. Cette piste est située dans un environnement particulièrement calme, du fait de l'absence de remontée ou de restaurant dans les environs immédiats. La partie basse de la piste, relativement plate et longue, rejoint le deuxième accès au domaine du Roc d'Enfer, à Bellevaux-La Chèvrerie.

### La Chèvrerie
La Chèvrerie est le second sous-domaine composant le Roc d'Enfer. Relativement plus petit et moins fréquenté, il est constitué d'un télésiège 4-places lent aménagé en 1987, qui part à 1 120 m puis d'un téléski qui permet de rejoindre le col des Follys (1 680 m), d'où une piste d'environ 5 km rejoint un court téléski de jonction rejoignant le domaine de Saint-Jean-d'Aulps. Une très large piste permet aussi de revenir au pied du téléski menant au col des Follys, puis en se resserant au village de la Chèvrerie.
Depuis 1992 — soit 15 ans avant Saint-Jean-d'Aulps — le domaine a reçu ses premiers enneigeurs.

### Cabri
Ce sous-domaine est relativement mal relié au reste du domaine de La Chèvrerie, car il impose de pousser un peu sur les bâtons pour s'y rendre et en revenir. Un espace débutant, équipé de deux téléskis de longueur différente, y est aménagé entre 1090 et 1 208 m d'altitude. Il offre des dénivelés faibles et des pentes globalement douces — à l'exception d'une courte piste rouge servant pour l'entrainement au slalom.
Le domaine fait partie du regroupement de stations de ski des Portes du Soleil, avec lesquelles il est relié uniquement par la route - des navettes payantes sont aussi organisées. Une offre forfaitaire commune avec la station voisine — reliée par la route — de Hirmentaz-Les Habères (Les 2 Massifs) est aussi proposée.